# Františkánské misie v Sierra Gorda
Františkánské misie v Sierra Gorda je skupina 5 kostelů, které od roku 2003 společně figurují na seznamu světového kulturního dědictví UNESCO. Byly vystavěny v období 1750 až 1760 v pohoří Sierra Gorda v mexickém státě Querétaro. Nacházejí se v okruhu zhruba 30 km mezi sebou. Vznikly při poslední fázi evangelizaci mexického vnitrozemí a staly se významným referenčním vzorem, podle kterého později probíhala evangelizace severní části španělského místokrálovství Nového Španělska – Kalifornie, Arizony či Texasu.
Pro všech 5 staveb je charakteristická bohatá pestrá a barevná výzdoba průčelí vchodu do chrámu. Tato dekorace vstupního prostoru je unikátní příklad společné práce misionářů a domorodého indiánského obyvatelstva. Zároveň i okolní rurální výstavba si do dneška zachovává svůj originální charakter.

## Přehled lokalit
| Kód dle UNESCO | Název                                | Přesné souřadnice                |
| -------------- | ------------------------------------ | -------------------------------- |
| 1097-001       | Santiago de Jalpan                   | 21°13′1″ s. š., 99°28′25″ z. d.  |
| 1097-002       | Santa María del Agua de Landa        | 21°11′3″ s. š., 99°19′18″ z. d.  |
| 1097-003       | San Francisco del Valle de Tilaco    | 21°9′50″ s. š., 99°11′30″ z. d.  |
| 1097-004       | Nuestra Señora de la Luz de Tancoyol | 21°23′58″ s. š., 99°19′46″ z. d. |
| 1097-005       | San Miguel Concá                     | 21°26′45″ s. š., 99°38′10″ z. d. |

## Fotogalerie

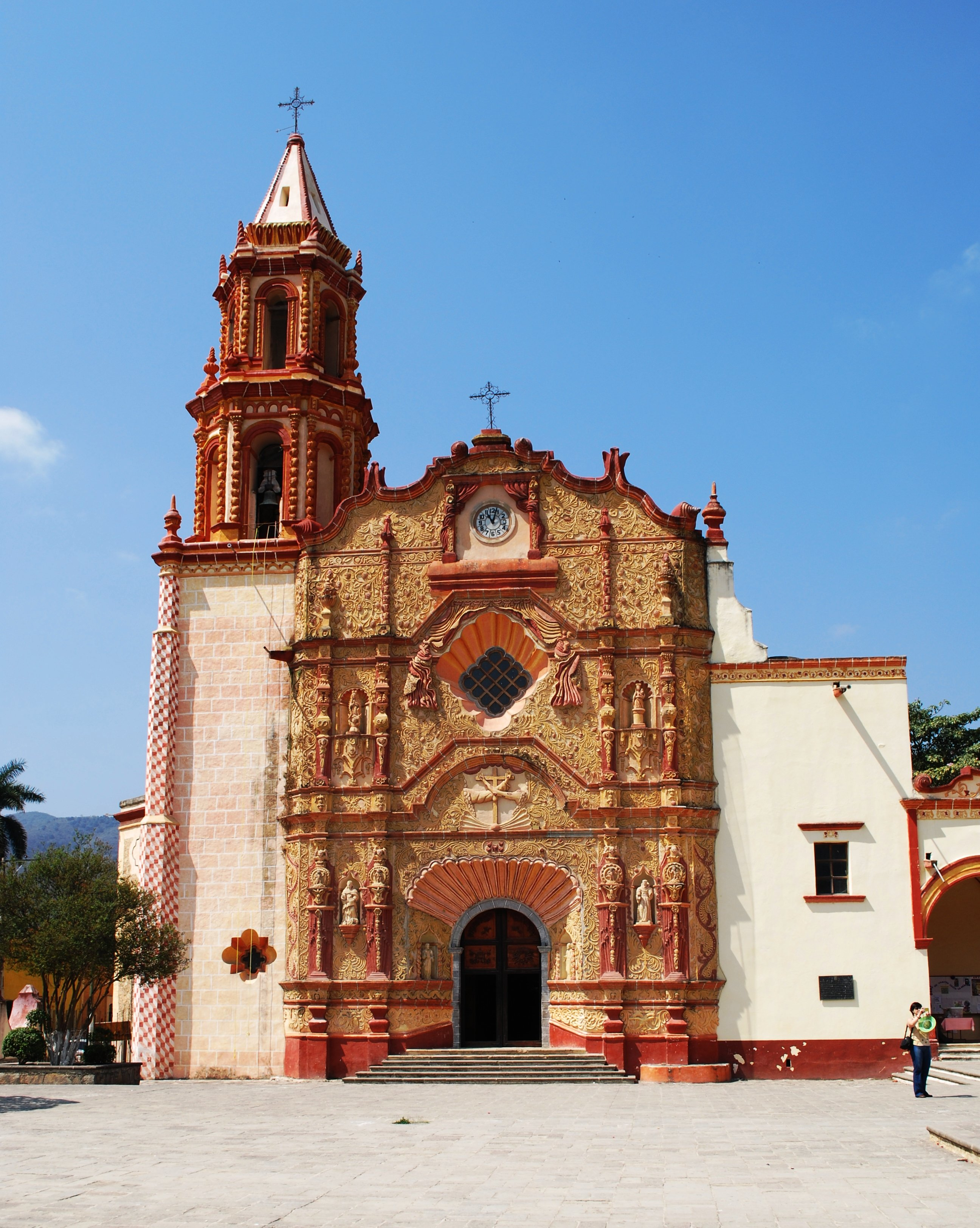
Santiago de Jalpan
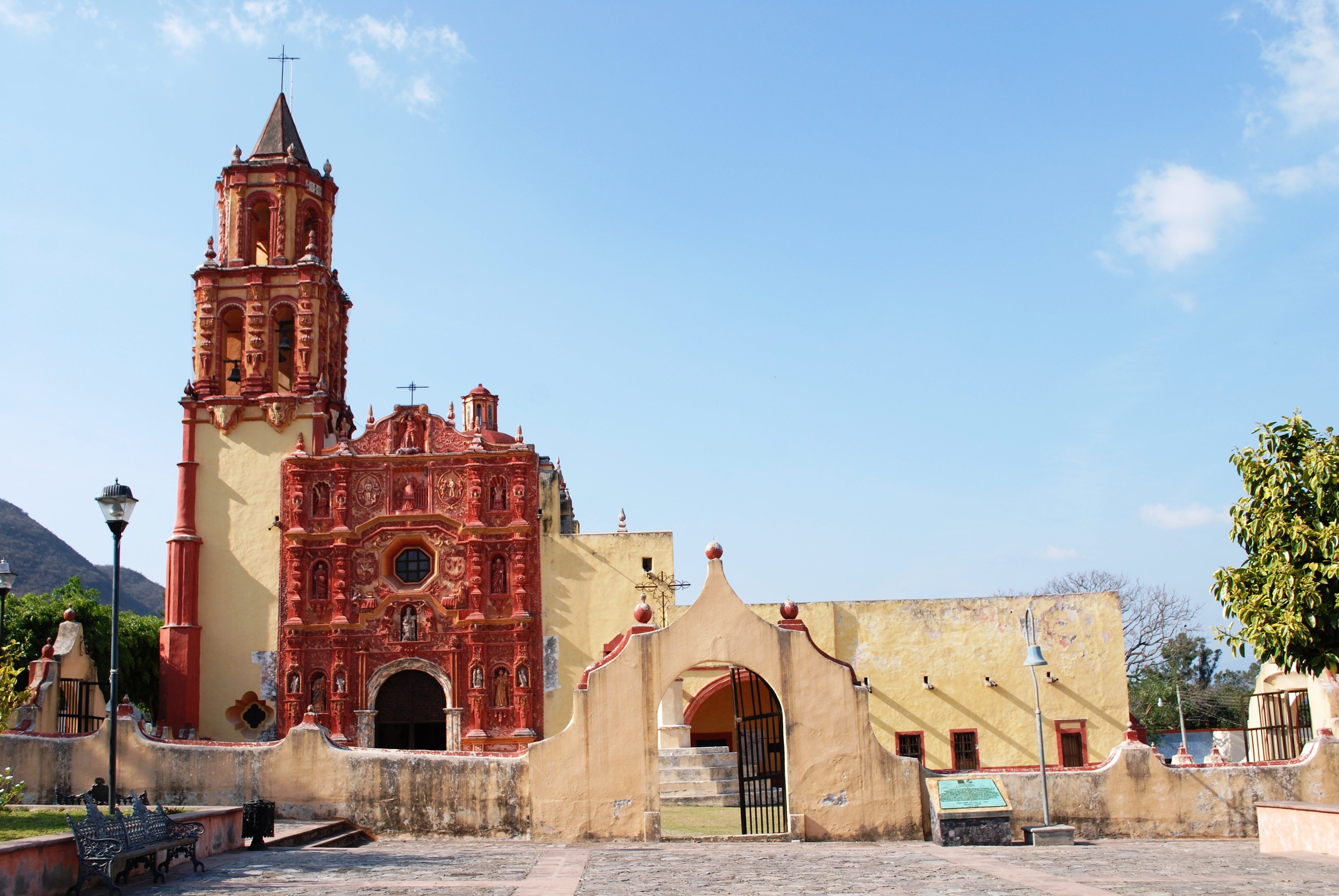
Santa María del Agua de Landa
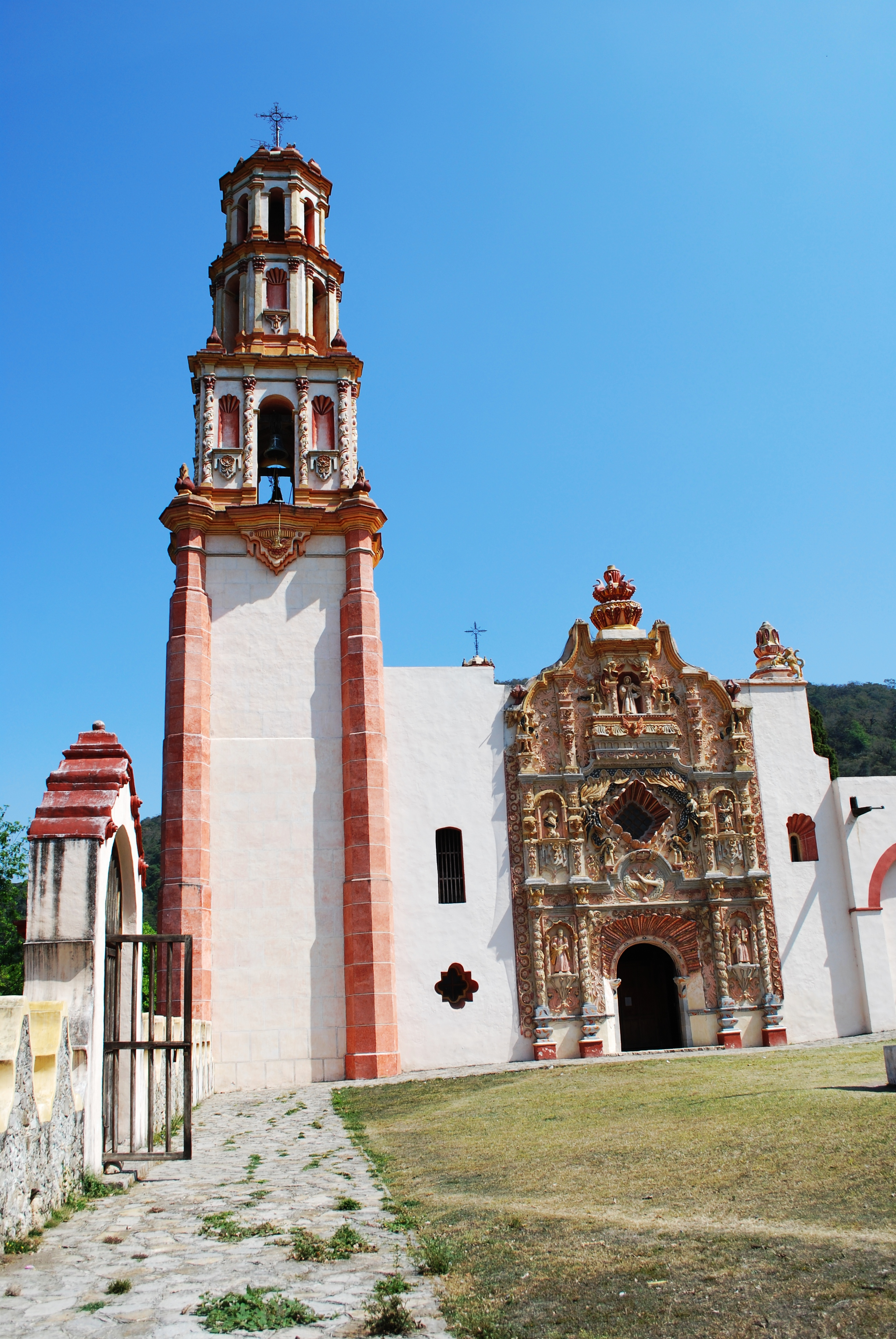
San Francisco del Valle de Tilaco
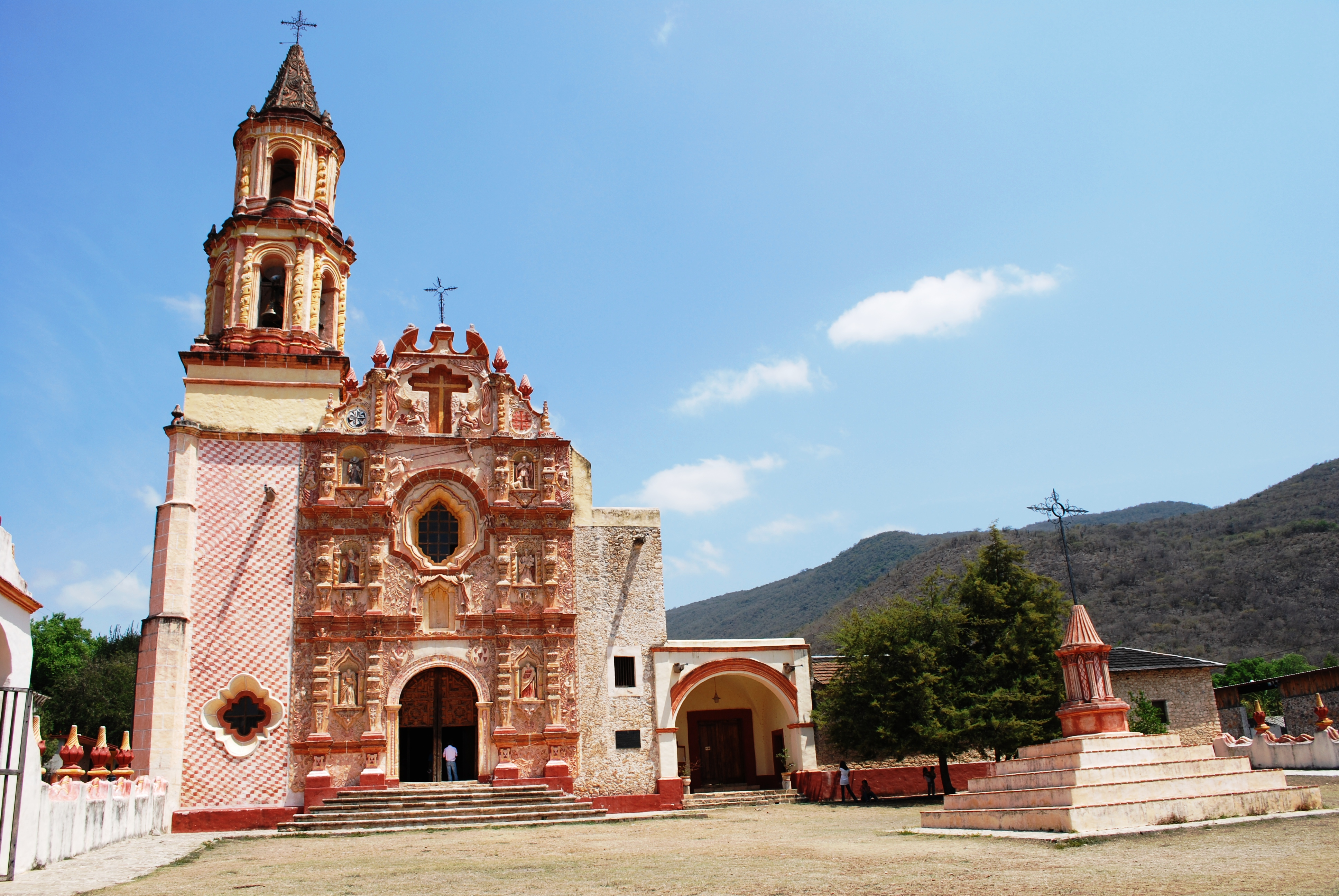
Nuestra Señora de la Luz de Tancoyol
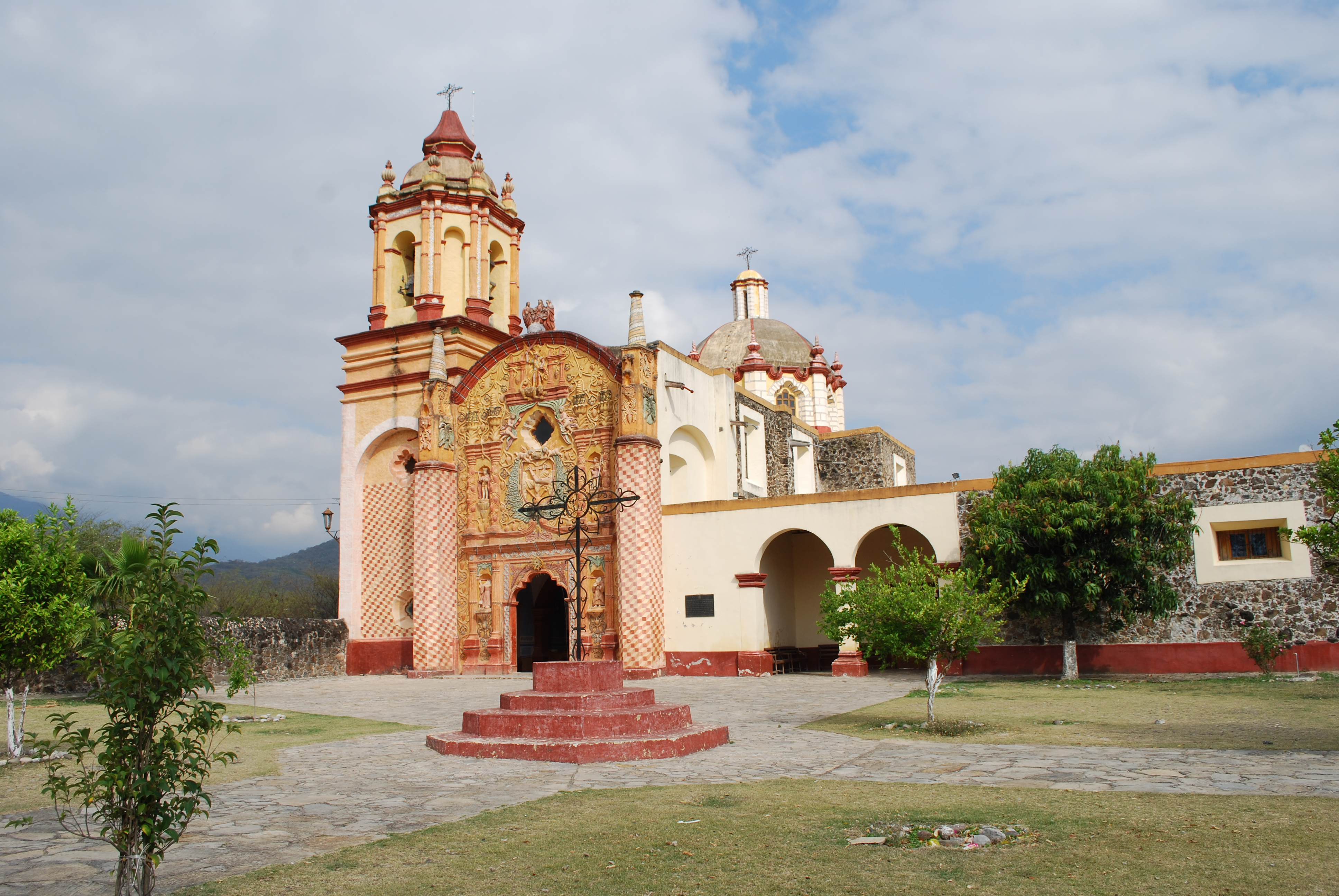
San Miguel Concá